# Paesaggio estivo

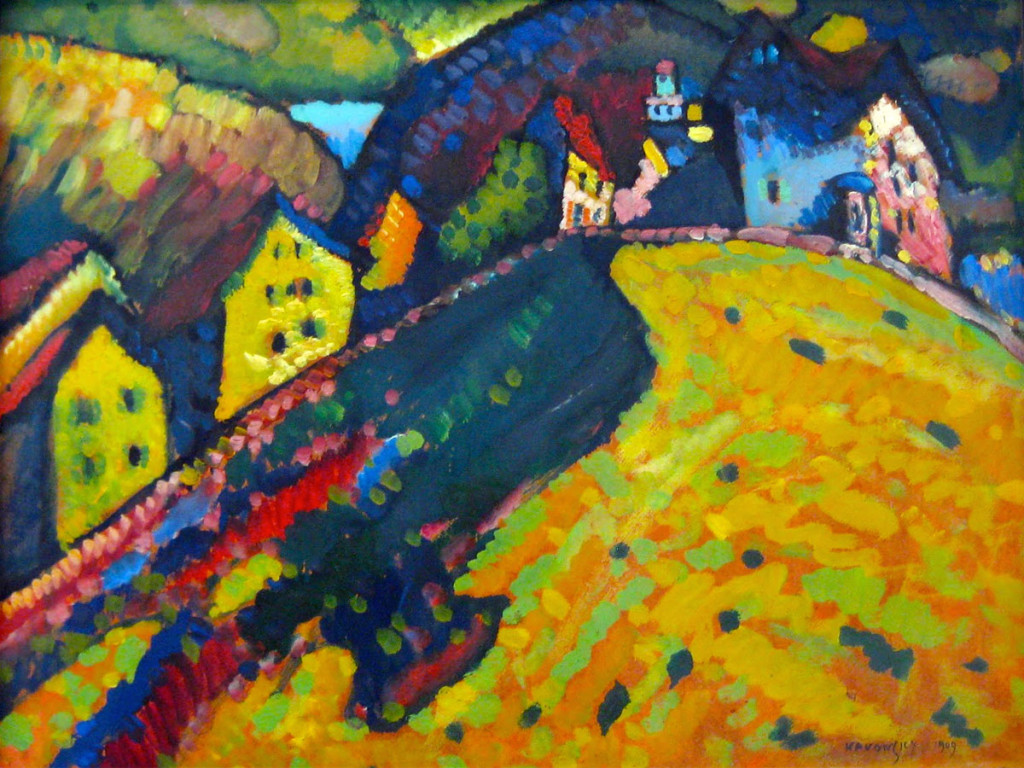

Paesaggio estivo (Case a Murnau) è un dipinto a olio su cartone (33×45 cm) realizzato nel 1909 dal pittore Vasilij Kandinskij.
È conservato nel Museo di Stato Russo di San Pietroburgo.
Il paesaggio, caratterizzato da una fila di case in primo piano con lo sfondo della montagna, è stato dipinto nel corso di uno dei soggiorni estivi di Kandinskij e della compagna Gabriele Münter nella loro casa privata di Murnau, ai piedi delle Alpi bavaresi.